# Продавница
Продавница, дућан или само трговина, представља локал (просторија) или посебан објекат у коме се прима, излаже и продаје роба на мало. Постоје следећи типови продавница: класична продавница, робна кућа, самоуслуга, киоск и пумпна станица за течна горива, као и продавнице за дисконтну продају робе. Продавнице се могу сврстати на оне које претежно нуде прехрамбене и оне претежно непрехрамбене производе.
Аутомати, тезге на пијацама или уличним тротоарима, покретне продавнице, складишта и стоваришта трговинских и произвођачких организација из којих се врши малопродаја, као и отворени продајни простор не сматрају се продавницом.